# Беломорканал (папиросы)

«Беломоркана́л» (сокр. «Беломор» или «БК») — самые массовые папиросы эпохи СССР. Приобрели популярность главным образом из-за низкой цены. Названы в честь Беломорско-Балтийского канала.

## Описание

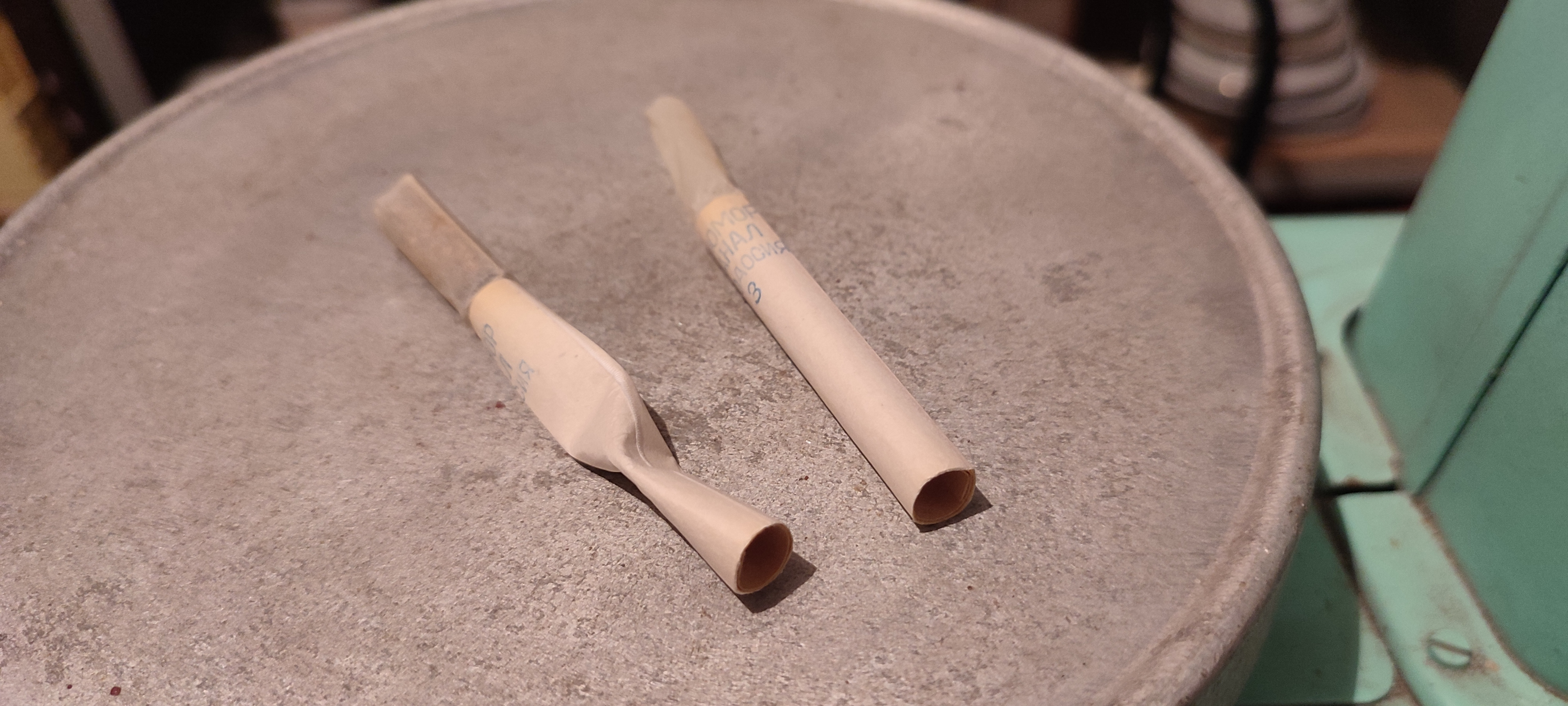
Париросы «Беломорканал»

«Беломорканал» относится к папиросам первого сорта «А». Изготавливается из смеси табаков, содержащей 20 % ароматичных табаков третьего «А» товарного сорта (Самсун Закавказский или Среднеазиатский, Дюбек южнобережный или Среднеазиатский и Остроконец) и 80 % любых скелетных табаков третьего «А» товарного сорта. Аромат дыма простой или с небольшим оттенком грубости. Крепость выше средней, содержание никотина выше, чем у папирос высших сортов.
Размеры в мм: диаметр 8,8, длина курки 32, мундштука 50.
Простая картонная пачка размером 82 × 83 × 23 мм содержит 25 папирос 5-го класса. Папиросы имеют очень высокое содержание смол. Каждая папироса содержит 1,5—1,7 мг никотина и 27—32 мг смолы.

## История
Марка создана в 1932 году на фабрике имени Урицкого в Ленинграде. Автор табачной смеси (ме́шки) — технолог В. И. Иоаниди. Автор рисунка на пачке — художник А. Тараканов. Также выпускались на московской фабрике «Ява».
Общее оформление пачки оставалось неизменным на протяжении многих лет. В 1940-е годы рисунок с картой на упаковке выглядел несколько иначе: на нём были отмечены также Суэцкий и Кильский каналы. Подобное оформление имело пропагандистские цели, так как Беломорско-Балтийский канал был самым протяжённым в мире. Пример пачки с таким оформлением находится в экспозиции Музея обороны Ленинграда.
В 2000-х годах в России также производились сигареты «Беломорканал» с аналогичным дизайном.

### Современность
«Беломорканал» до сих пор выпускается в России и некоторых постсоветских республиках. Спрос на один из самых узнаваемых табачных брендов советской эпохи остаётся стабильным. Кроме папирос, производятся водка, одеколон и сигареты с фильтром «Беломорканал» с такой же картинкой.
Компания «Донской табак» выпускает папиросы «Беломорканал» в сувенирной металлической упаковке по 18 штук.

## Культурные аллюзии
- Папиросы «Беломорканал» (как и некоторые другие марки папирос — «Казбек», «Курортные» и «Северная Пальмира») упоминаются в монопьесе «Зависть», главную роль в которой сыграл Аркадий Райкин. Его персонаж, завхоз Лызин, говорит: «Мы люди не гордые, мы „Беломор“ курим»[12].
- Песня Александра О’Шеннона (на слова А. Гореликова) «Беломор rock-n-roll».
- Песня Томской группы «Пятый почтовый» «Беломорканал».
- Песня Гарика Сукачева "За окошком месяц май"
- Картина Петра Белова «Беломорканал», 1985